# Alexandre Blain
Alexandre Blain (Niza, 7 de marzo de 1981) es un ciclista francés que debutó como profesional en el equipo Cofidis en el año 2008 tras ganar varias carreras profesionales como amateur en Francia. En 2010, fichó por el equipo Endura Racing para después recalar en 2013 en las filas del equipo Team Raleigh. En 2015 fichó por el conjunto francés Team Marseille 13-KTM. En 2016 recaló en las filas del conjunto Madison Genesis.

## Palmarés
2007
- Tour de Loir-et-Cher
- 1 etapa del Tour de Gironde
- 1 etapa del Tour de l'Oise

2011
- Tour de Normandía, más 1 etapa

2012
- Rutland-Melton International Cicle Classic

2013
- 1 etapa del Tour de Normandía

## Equipos
- Cofidis (2008-2009)
  - Cofidis, le Credit Par Téléphone (2008)
  - Cofidis, le Crédit en Ligne (2009)
- Endura Racing (2010-2012)
- Team Raleigh (2013-2014)
- Team Marseille 13-KTM (2015)
- Madison Genesis (2016-2017)